# Ligne de Burthecourt à Vic-sur-Seille
Cet article court présente un sujet plus développé dans : Ligne de Champigneulles à Sarralbe.
La ligne de Burthecourt à Vic-sur-Seille est un court embranchement de l’ancienne ligne de Champigneulles à Sarralbe. Cet embranchement, d’une longueur de 3 km, se débranchait de la ligne principale au lieu-dit de Burthecourt, sur la commune de Salonnes, pour desservir la commune de Vic-sur-Seille, en Moselle.
L’embranchement est concédé en même temps que la ligne principale au titre de l’intérêt local, mis en service en 1873 puis fermé au trafic voyageurs en 1939 et au trafic fret en 1952.
La ligne portait le numéro 139 dans l’ancienne nomenclature des chemins de fer de l’est, puis no 098 000 dans la nomenclature du réseau ferré national.